# 槍械訓練科
槍械訓練科（英語：Weapon Training Division，縮寫：WTD）於1986年成立，隸屬於香港警務處人事及訓練處香港警察學院基礎訓練學校，負責為香港警務人員、其他紀律部隊以至海外執法機關人員提供符合國際標準的武力、槍械及戰術的專業訓練；與此同時，舉辦射擊課程等等。

## 組織
- 槍械訓練科由一名警司領導，有約200名人員，包括150名全職人員及50名兼任人員。
  - 支援：由一名總督察領導。
  - 槍械訓練：由一名總督察領導。
    - 警察總部：由一名高級督察領導。
    - 戰術小隊：由一名高級督察領導。
    - 教官訓練I：由一名高級督察領導。
    - 教官訓練II：由一名高級督察領導。
    - 模擬城市靶場：由一名高級督察領導。
    - 牌照科小隊：由一名高級督察領導。
    - 練靶場：由一名高級督察領導。
    - 畢拉山：由一名高級督察領導。
    - 水警小隊：由一名高級督察領導。
    - 戰術訓練：負責訓練學習警員。由一名高級督察領導。
    - 走私嶺：由一名高級督察領導。
    - 新界北：由一名高級督察領導。
    - 東九龍行動基地：由一名高級督察領導。
    - 新界南：由一名高級督察領導。
    - 港島：由一名高級督察領導。

### 歷任主管
- 李揚志警司 (?至2009年
- 陳永亮警司（2009年至今）

### 流動戰術教學團
流動戰術教學團（英文：Mobile Training Team）由槍械訓練科的教官所組成，功能主要是訓練外地的教官，以及開辦辦程，交流各國警務戰術訓練的設計概念、教學理念及指導技巧。流動戰術教學團成立至2011年10月，單是中國大陸，已經到訪過16個省會及一個自治區，為各地公安機關訓練逾1,220名教官。課程為期5日，內容主要以授課、示範及模擬實戰訓練的形式來進行，包括盤問、截查、拘捕及控制可疑人士的技巧、車輛檢查、控制和處理挾持人質事件現場等。

## 歷史
槍械訓練科於1986年成立，成立初期，槍械訓練主要以定點的人形木靶射擊，至許淇安上任警務處處長後，隨即引入電影模擬射靶與及實際戰術訓練，大幅度地提升了射擊訓練的水平，促使香港警務處在射擊上躋身世界前列位置。
1999年起，人員必須達到75%的命中率方能合格通過測試。

## 設施
槍械訓練科設有13座射擊場、34間小型射擊場以及兩座戰術訓練場。
- 小型射擊場（俗稱迷你練靶場；英文：Mini Range Complex）用作模樣實際環境，包括播放不同類型的聲音及噪音、調度為昏暗的燈光，及有時間限制的靶子彈出等不同類型的模式。

## 訓練

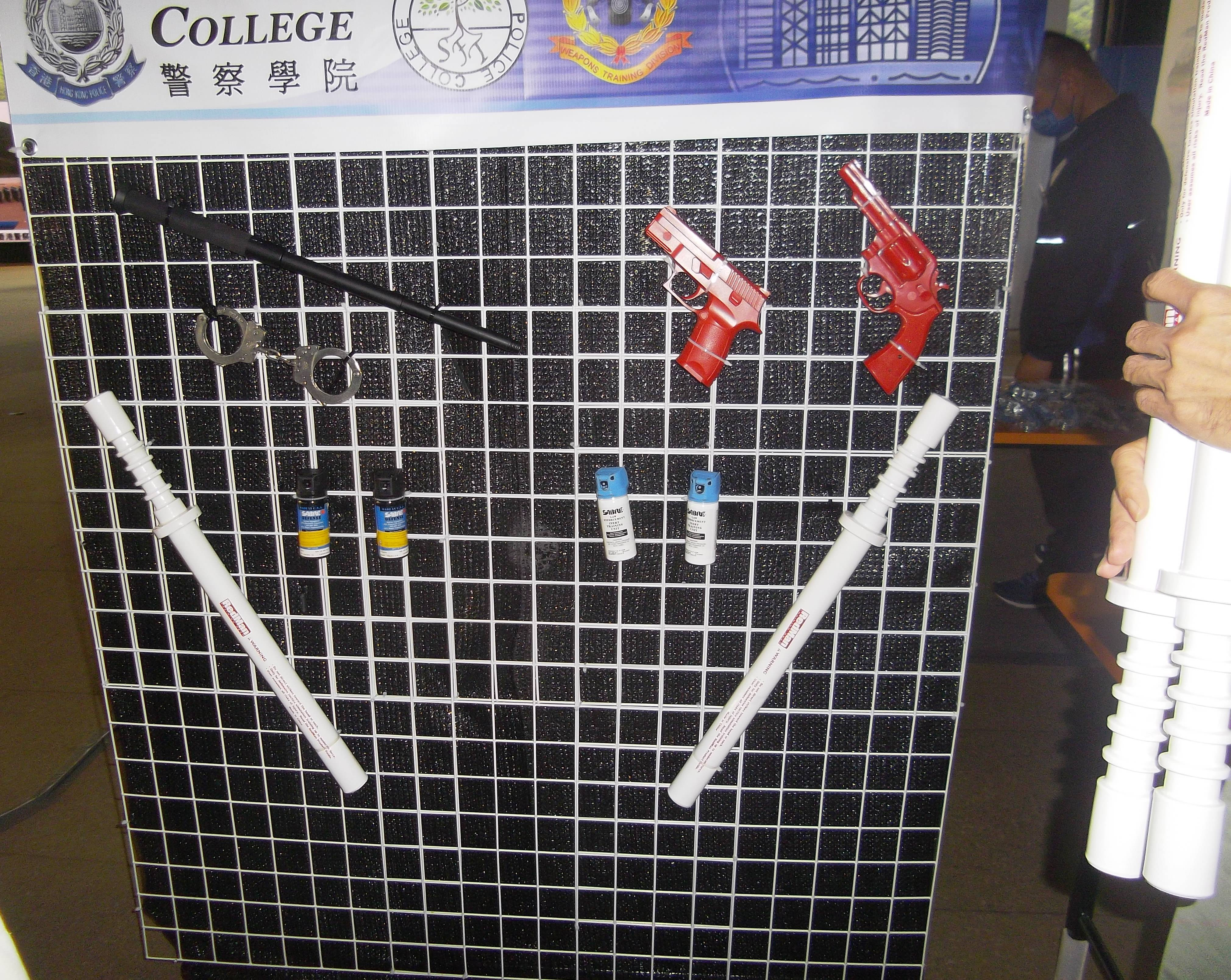
香港警察學院內一個有關警員訓練時所用之武器展覽。

槍械訓練科為香港警務人員、其他紀律部隊（包括香港海關、懲教署及廉政公署等等）以至海外執法機關人員（包括中國公安機關、澳門司法部、澳門治安警察局及新加坡警察部隊等）提供符合國際標準的武力、槍械及戰術的專業訓練，所提供的訓練範圍主要分為三個部分：

### 武力使用訓練範疇
1. 基本訓練：根本警務處不同層次的武力使用的守則，訓練人員有效地使用相關的技巧，包括口頭（聲音）控制可疑人物、徒手控制、胡椒噴霧、伸縮警棍及手槍使用訓練等。
2. 決定應否使用武力訓練
3. 戰術訓練：訓練於戰術射擊場進行，進行不同程度的訓練，包括截停、盤問、搜查可疑人物身軀及接近可疑車輛等。

#### 槍械使用訓練部分
1. 基本射擊訓練：訓練於射擊場進行，指導人員各槍械的操作原理、安全防禦法及射擊守則，以確保人員能夠安全地控制槍械及有效地命中目標。
2. 決定射擊訓練：訓練於小型射擊場進行，利用多媒體及電腦科技（包括投影機及攝錄機等）模擬案件實況，以單一人員的模式進行訓練，附一名槍械教官監督及指導。決定射擊訓練為求測試人員於承受壓力的情況下，能否果斷地決定是否使用武力，以及使用適當的最低層次的武力。為達到訓練的目的，模擬個案均以真實時間計算，及以實彈進行。
3. 戰術訓練：訓練於戰術訓練大樓及各種露天的地方進行，提供不同的方法及技術，讓人員在執勤及處理突發事件時，能夠活學活用，在安全及有效的情況下成功執行任務。

#### 課程
槍械訓練科舉辦的課程數目及類型眾多，單是實彈靶場的射擊訓練，就有20種課程；迷你靶場的決定射擊訓練，有5種課程（包括暗燈射擊訓練）。例子包括：
- 制式手槍周年延續及測試課程
- 前線警務人員戰術訓練課程
- 警區人員戰術訓練課程
- 女性警務人員戰術及槍械訓練課程
- 人道毀滅大型動物課程
- 霰彈槍初階訓練及延續訓練課程
- MP5初階反罪惡及延續訓練課程
- 武力使用教官課程（英文：Use of Force Instructor Training）：內容包括槍械運用、戰術技能、使用武力的分階與層次，靶場管理、遇抗控制訓練、態度以及教授方法等。人員必須通過全部十多項不同形式的考核以及評估，方能取得合格成績。[6]
- 遇抗控制訓練教官訓練課程
- 各類型槍械訓練的教官訓練課程
- 戰術及槍械訓練教官訓練課程

## 遴選
投考成為槍械訓練科教官，必須至少為警長職級，擁有良好服務紀錄，對各類型的槍械均擁有深入認識，以及（使用各種制式槍械）達乎超卓的控制及射擊能力。投考人成功通過初步遴選後，需要接受為期兩日的延續遴選，內容包括體能、射擊及對槍械的認識的測試。投考人成功通過後，需要進入為期6週的武力使用教官課程以及為期4週的教官訓練課程。經過專業評核合格後，方能成為武力使用教官（英文：Use of Force Instructor）。部分教官同時擁有海外教練資格，包括（美國）聯邦來福槍協會及史密夫威遜學院等教練資格。

## 相關參見
- 特別戰術小隊